# Asparagus mollis
Asparagus mollis — вид рослин із родини холодкових (Asparagaceae).

## Середовище проживання
Ареал: зх. Капські провінції ПАР.